# 姑墨
姑墨（呉音：こもく、漢音：こぼく、拼音：Gūmò）は、かつて中国（東トルキスタン）に存在したオアシス都市国家。現在の中華人民共和国新疆ウイグル自治区アクス地区アクス市にあたり、タリム盆地の北側（天山南路）に位置した。漢代から唐代にかけてシルクロード交易の要所として栄えた。史書によっては姑黙国、亟墨国、跋禄迦国（バールカー）とも表記される。

## 歴史

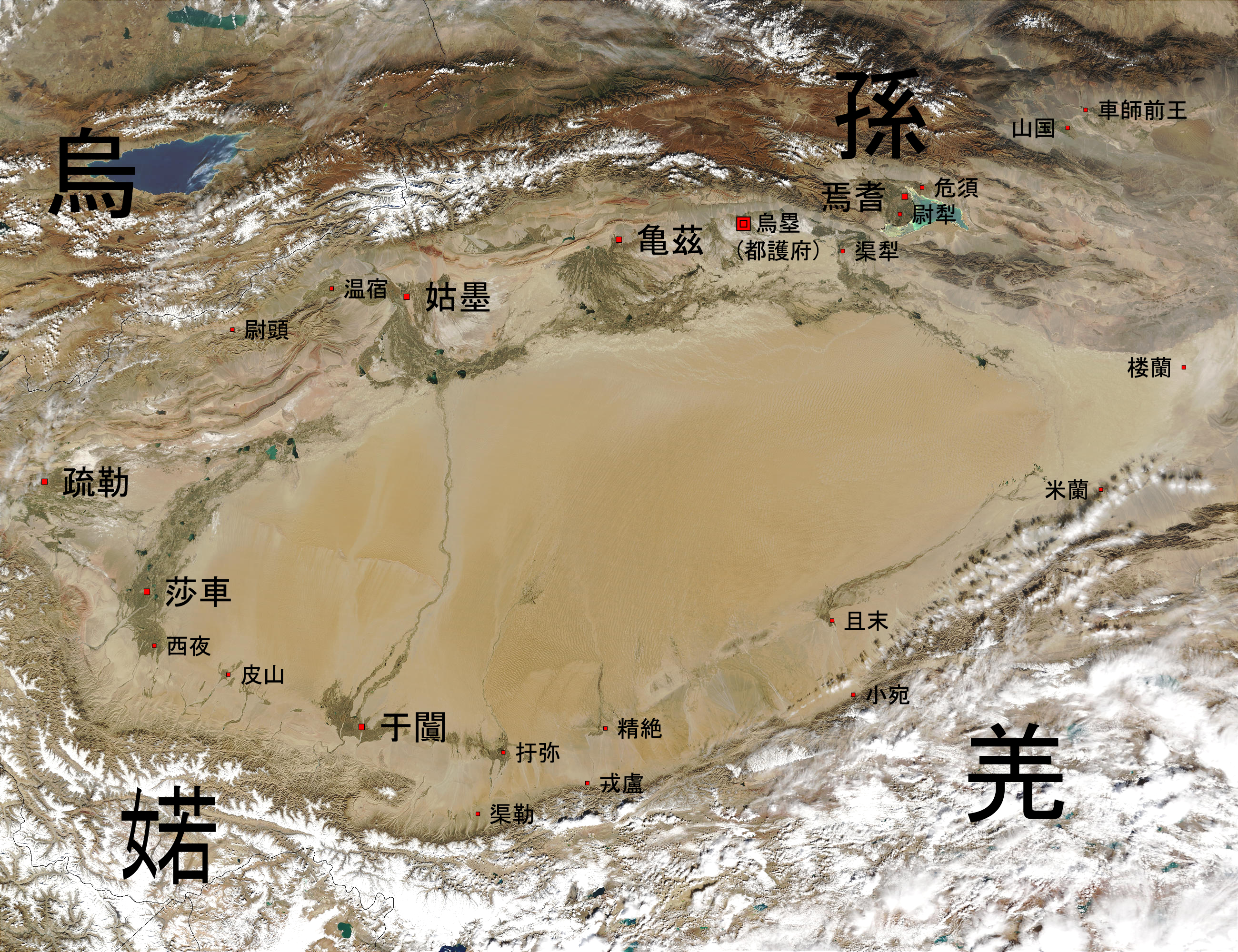
紀元前1世紀の西域諸国。

姑墨国は『史記』には登場せず、『漢書』において初めてその名が知られる。

### 前漢の時代
匈奴の冒頓単于がモンゴル高原を統一すると、次いでトルファン盆地、さらにはタリム盆地の城郭都市をも支配下に置いた。
姑墨国は他の西域諸国とともに匈奴の属国となり、匈奴の西辺日逐王は僮僕都尉を置いて西域を統領させ、常に焉耆国・危須国・尉犁国の間に駐屯し、西域諸国に賦税し、富給を取った。
前漢の武帝の時期（前141年 - 前87年）になると、衛青と霍去病によって匈奴が駆逐され、河西回廊からタリム盆地は前漢の支配下となり、姑墨国も漢に従属する。

### 新の時代
新の王莽の時期（8年 - 23年）、姑墨王の丞は温宿王を殺し、その国を併合する。
天鳳2年（15年）、王莽は五威将の王駿・西域都護の李崇を派遣して戊己校尉の郭欽を率いさせて西域に出兵させた。西域諸国は皆郊外で出迎え、兵士に穀を送ったが、焉耆国が詐降して兵を集めて自衛したので、王駿らは莎車国・亀茲国の兵7千余人を率いて、数部に分かれて焉耆国に入った。焉耆国は伏兵で王駿らを遮り、姑墨国・尉犁国・危須国の兵も寝返ったので、共に王駿らを襲撃し皆殺しにした。戊己校尉の郭欽は別に兵を率いており、後で焉耆国に至ったため、焉耆国の兵がまだ還ってこないうちに、郭欽はその老弱を攻撃して殺し、帰還した。王莽は郭欽を封じて剼胡子とした。西域都護の李崇は余士を収めて、亀茲国を維持して帰還した。数年後、王莽が死に、李崇も没すると、西域とは途絶えた。

### 後漢の時代

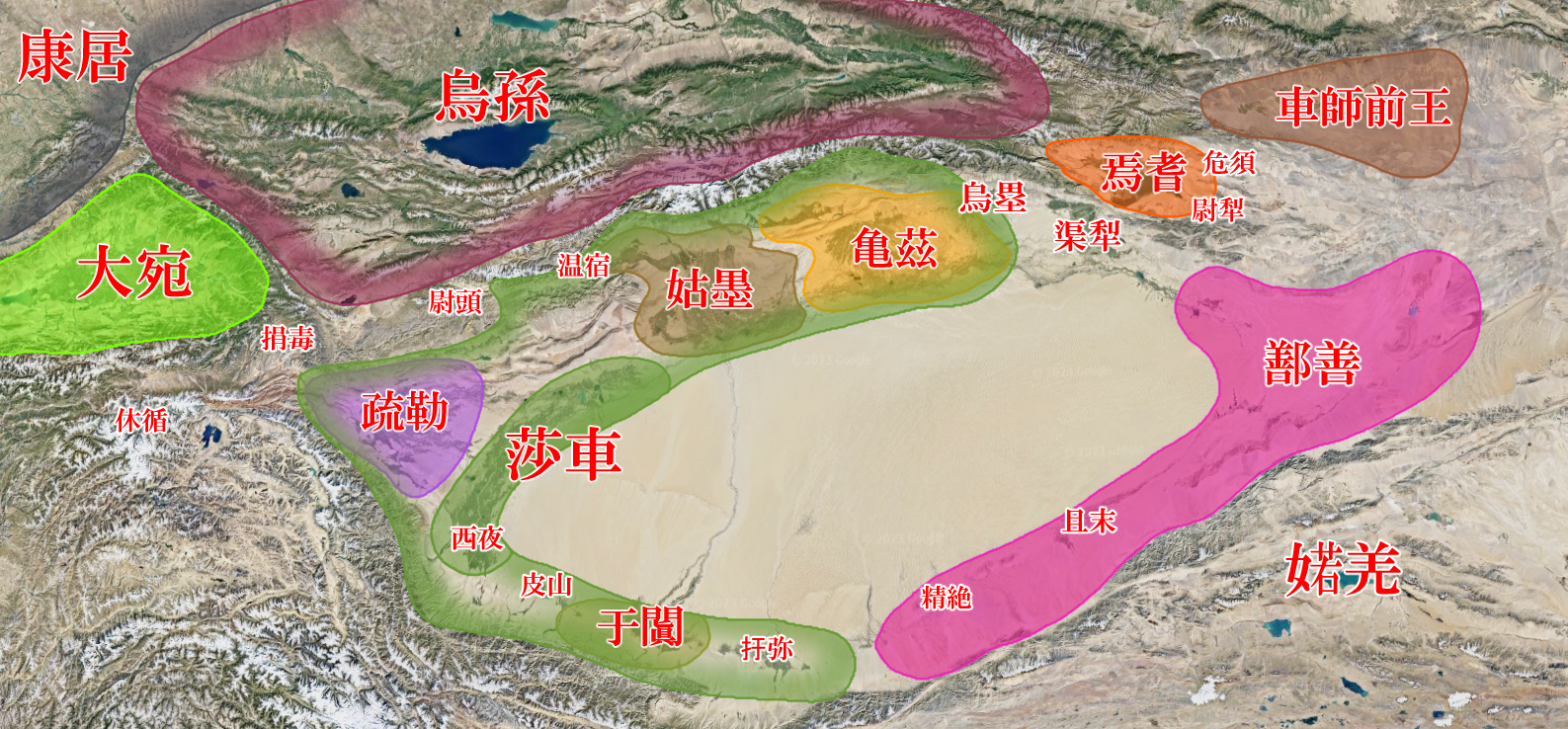
1世紀のタリム盆地

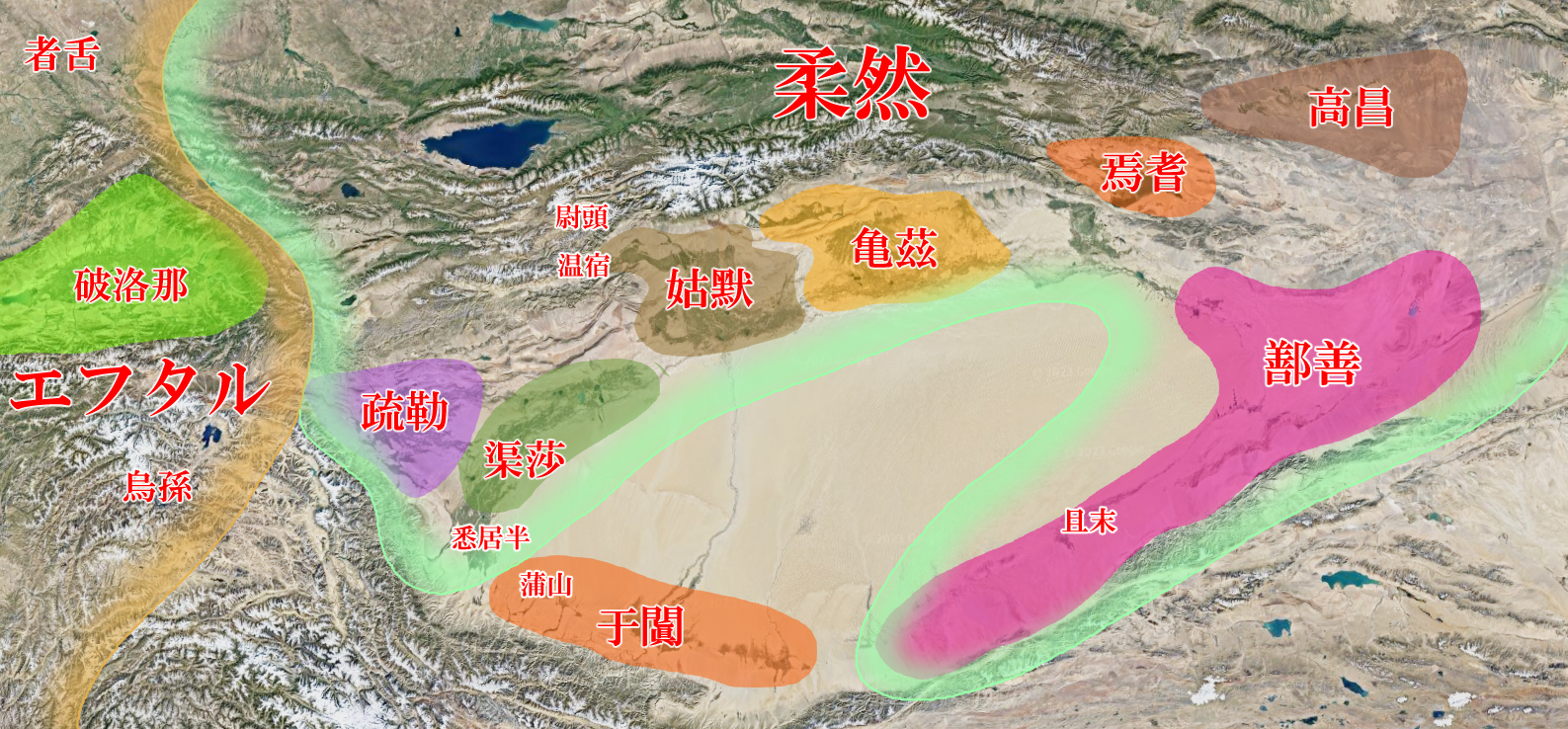
5世紀のタリム盆地の勢力図

新末の動乱で一時中国と国交が途絶えると、姑墨国は当時最強を誇った莎車国の支配下に入る。
莎車王の賢は、西域諸国が謀反を起こすのではないかと疑い、于窴王の位侍・拘弥王の橋塞提・姑墨王・子合王を召してことごとくこれらを殺し、ふたたび王を置くことはせず、将軍を派遣してその国に鎮守させた。
のちに于窴国が莎車国に叛き、莎車王の賢が于窴王の広徳に捕えられると、莎車国は于窴国の支配下となる。このときから姑墨国は温宿国・尉頭国とともに亀茲国の支配下となり、以後南北朝時代までこの状態が続く。

### 唐の時代

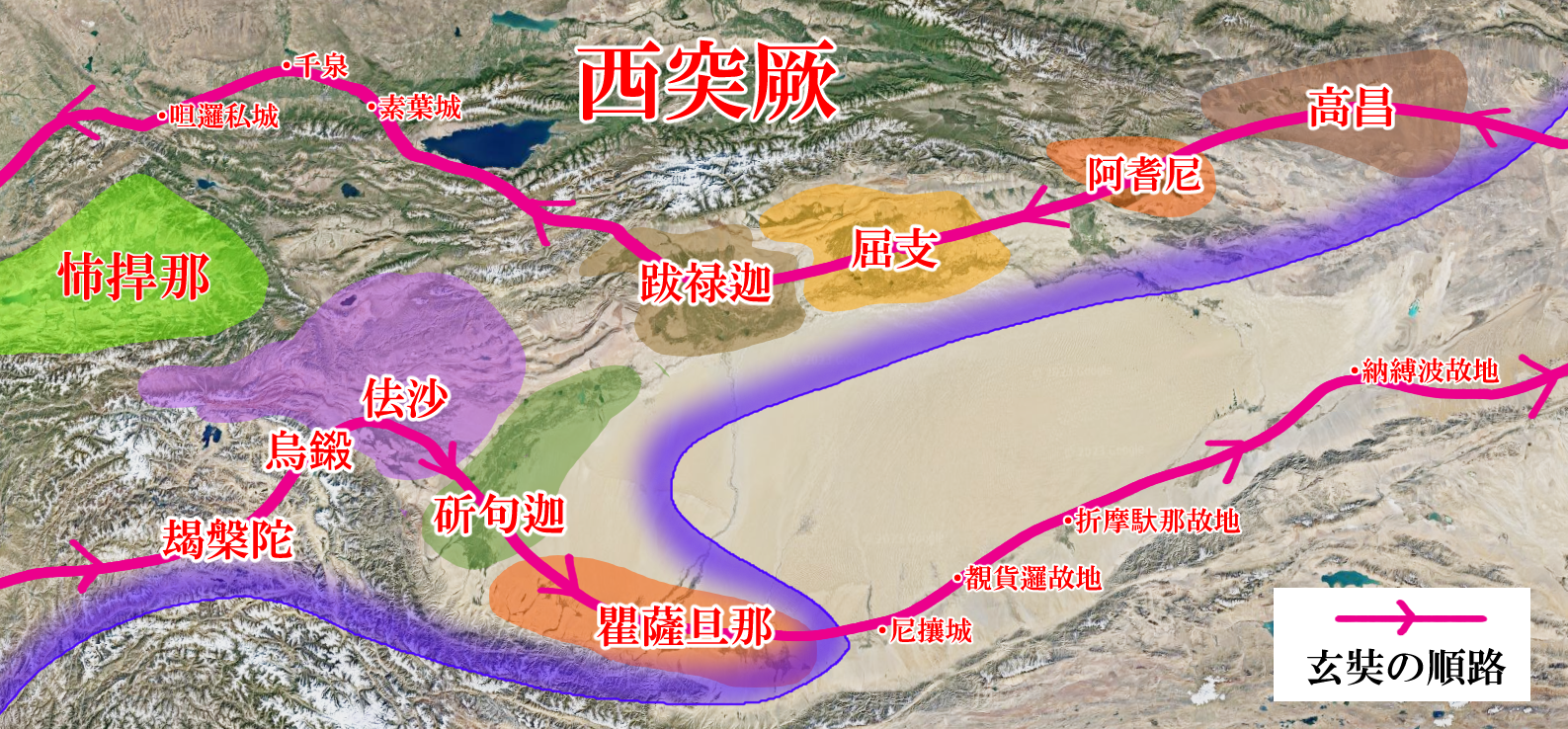
7世紀のタリム盆地（大唐西域記）

唐の太宗の時期（626年 - 649年）、玄奘がこの地を訪れたときには姑墨国ではなく、跋禄迦（バールカー）国と呼ばれており、熱心な仏教国となっていた。跋禄迦国には伽藍が数10カ所、僧徒が千余人おり、小乗の説一切有部を学習していたという。
この頃は西突厥の支配下となっており、次第にテュルク化していく。その後は唐が安西都護府を置いて支配したが、吐蕃や回鶻（ウイグル）にも支配され、10世紀後半にはテュルク系イスラム王朝のカラハン朝に支配される。

### アクスに至るまで
以後、カラキタイ・ナイマン・モンゴル・ジュンガルと支配者が代わり、清に乾隆帝がジュンガルの乱を平定し、清の支配下に入れると、阿克蘇道が設置された。これがアクスの名の始まりである。 清末に温宿県に再編され、1913年にアクス県が分置された。

## 地理・人口
王治（首都）は南城にあり、東は長安を去ること8150里、都護治所まで1021里、亀茲まで670里、西は温宿まで270里、南は于闐まで馬行15日、北は烏孫と接する。
戸数：3500、人口：24500、勝兵4500人。

## 政治体制
姑墨王を頂点に、姑墨侯・輔国侯・都尉・左右将・左右騎君が各一人、譯長が二人いる。

## 文字・言語
文字はブラーフミー文字、言語は亀茲と同じトカラ語Bを使っていたと思われるが、『大唐西域記』や『新唐書』などには「亀茲と言語が少し異なる」と記されており、少々の方言があったものと思われる。

## 産業
銅・鉄・雌黄が産出される。

## 参考資料
- 『漢書』（西域伝）
- 『後漢書』（西域伝）
- 『魏略』（西戎伝）
- 『魏書』（列伝第九十 西域）
- 『北史』（列伝第八十五 西域）
- 『新唐書』（列伝一百四十六上 西域上）
- 玄奘『大唐西域記』（水谷真成訳、平凡社、1999年）